# Città globale

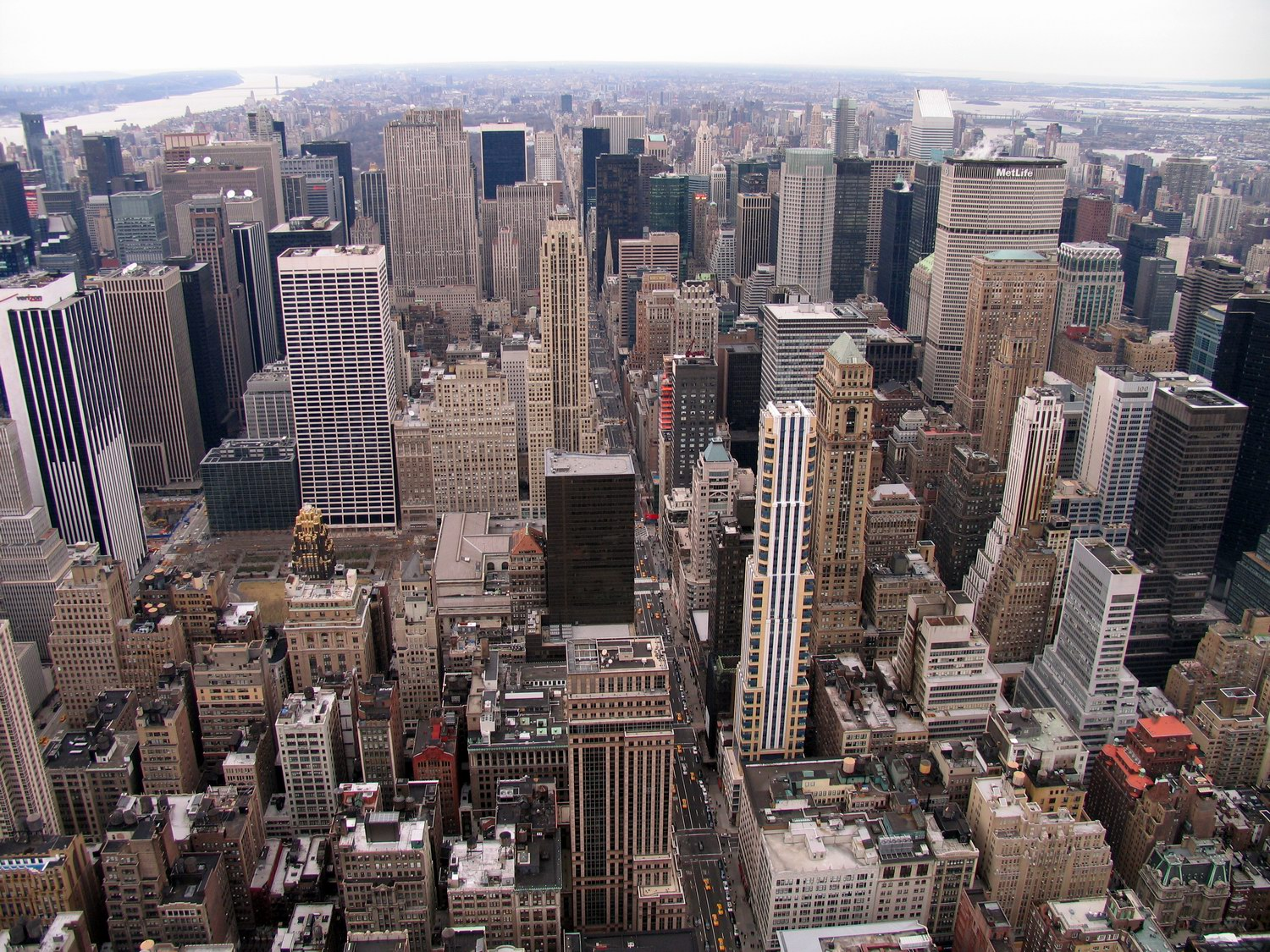
La città di New York, con 12 punti, è considerata la prima città globale

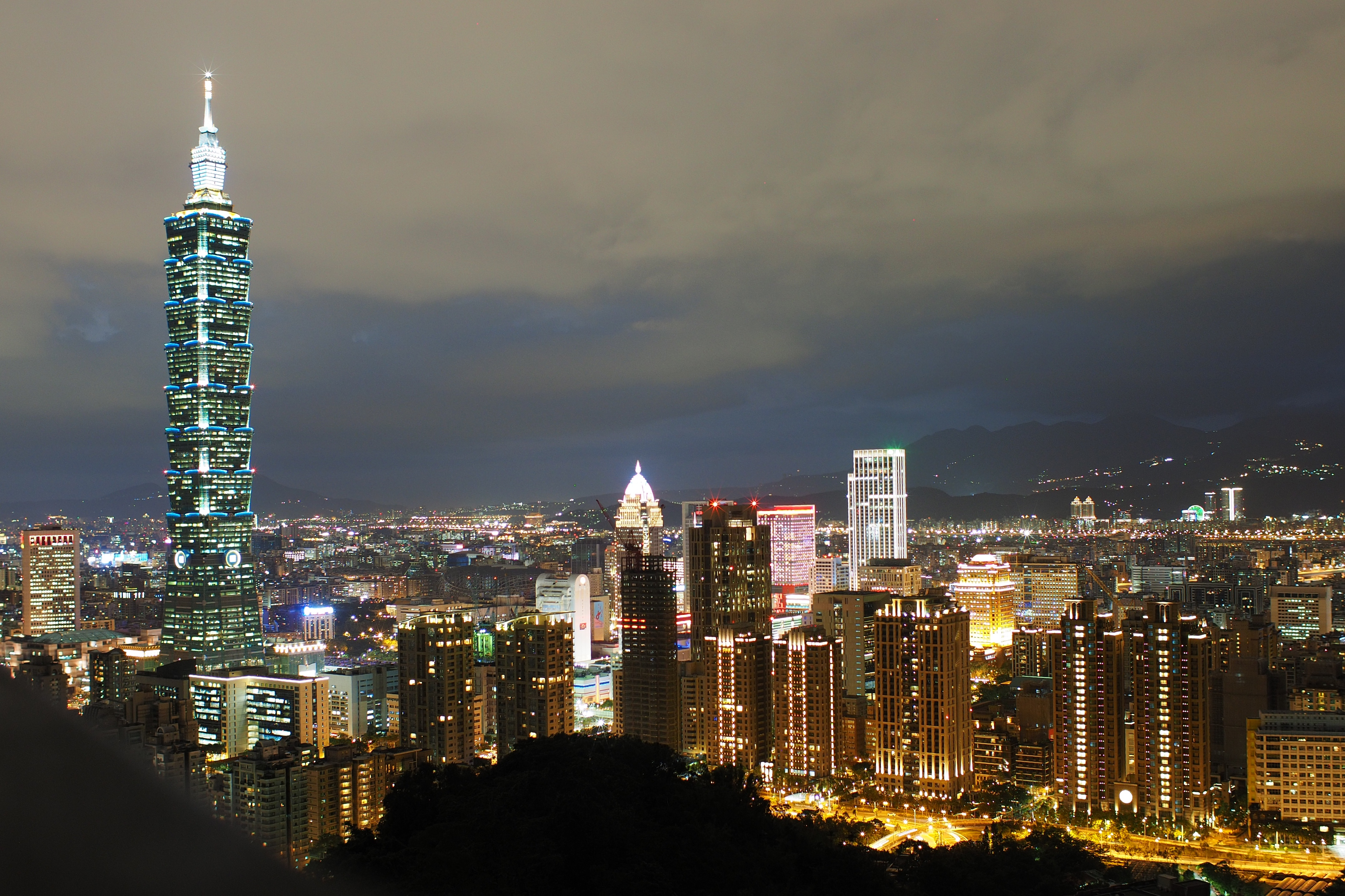
La città di Taipei è tra i primi posti nelle classifiche asiatiche

Una città globale o mondiale corrisponde a un concetto di città con una serie di caratteristiche nate grazie all'effetto della globalizzazione e alla costante crescita dell'urbanizzazione.

## Descrizione
In generale, alcuni criteri per definire una città globale sono:
- Fama della città a livello internazionale: un esempio è la notorietà del nome.
- La capacità di influire su temi di importanza mondiale e di partecipare a eventi internazionali di particolare rilievo come, per esempio, l'organizzazione di grandi eventi sportivi (come i Giochi olimpici o la Coppa del mondo di calcio), o economici come l'Expo, politici o sociali ed essere sede di organismi internazionali di rilievo.
- Essere centro di una grande conurbazione e possedere una popolazione nell'area metropolitana adeguatamente numerosa.
- Avere un aeroporto che funga da hub internazionale e quindi avere un gran numero di collegamenti aerei con le grandi città del mondo.
- Avere un avanzato sistema di trasporti urbani ed essere ben collegata con altre città.
- Possedere infrastrutture avanzate nel mondo delle telecomunicazioni.
- Essere una città cosmopolita.
- Avere un ambiente culturale specifico grazie all'esistenza di festival cinematografici, eventi musicali, gallerie d'arte, ecc.
- Essere sede di imprese internazionali importanti per il commercio.

## Lista
Durante il XX secolo, Londra (Regno Unito), Parigi (Francia) e New York (Stati Uniti d'America) sono state considerate le tre principali città del mondo, città che esercitavano nel resto del mondo una grande influenza.
Ad oggi, questo concetto si è evoluto includendo anche Tokyo (Giappone) dentro le grandi e altre città nel resto del mondo. Il sistema per qualificare le città in questi ultimi anni è stato molto criticato.
Secondo la sociologa statunitense Saskia Sassen, attualmente vi sarebbero solo tre città globali: New York, Tokyo e Londra.

### GaWC
Un importante studio realizzato nel 1998 dal Gruppo di Studi sulla Globalizzazione e le Città Mondiali (GaWC la sigla in inglese) dell'Università di Loughborough a Londra, definì alcuni parametri e livelli classificando le diverse città come città mondiali.
Lo studio classificò le città secondo il punteggio in tre gruppi diversi. Inoltre lo studio segnalò alcune città che potenzialmente sarebbero potute entrare nella lista in un futuro prossimo. Alcuni aspetti dello studio (come l'inserimento tra i parametri della presenza di grandi studi legali) sono stati considerati come fattori a favore delle città anglofone.

## GaWC 2024
La classifica del GaWC del 2024 è la seguente.

### Città Mondiali Alpha
Alpha ++
- Londra
- New York

Alpha +
- Hong Kong
- Pechino
- Singapore
- Shanghai

- Parigi
- Dubai
- Tokyo
- Sydney

Alpha
- Seoul
- Milano
- Toronto
- Francoforte sul Meno
- Chicago
- Giacarta
- San Paolo
- Città del Messico

- Mumbai
- Madrid
- Varsavia
- Guangzhou
- Istanbul
- Amsterdam
- Bangkok
- Los Angeles
- Kuala Lumpur

Alpha -
- Lussemburgo
- Taipei
- Shenzhen
- Bruxelles
- Zurigo
- Buenos Aires
- Melbourne
- San Francisco
- Riad
- Santiago
- Düsseldorf
- Stoccolma

- Washington
- Vienna
- Lisbona
- Monaco di Baviera
- Dublino
- Houston
- Berlino
- Johannesburg
- Boston
- Nuova Delhi

### Città Mondiali Beta
Beta +
- Bogotà
- Ho Chi Minh
- Roma
- Bangalore
- Budapest
- Atene
- Amburgo
- Doha
- Chengdu
- Miami

- Tientsin
- Dallas
- Atlanta
- Auckland
- Barcellona
- Hangzhou
- Bucarest
- Lima
- Montréal
- Praga

Beta
- Chongqing
- Tel Aviv
- Brisbane
- Il Cairo
- Hanoi
- Nanchino
- Oslo
- Perth
- Abu Dhabi
- Copenaghen
- Manama
- Wuhan

- Manila
- Xiamen
- Nairobi
- Kiev
- Ginevra
- Jinan
- Calgary
- Zhengzhou
- Shenyang
- Dalian
- Suzhou

Beta-
- Tsingtao
- Casablanca
- Changsha
- Beirut
- Port Louis
- Denver
- Lagos
- Belgrado
- Montevideo
- Vancouver
- Seattle
- Manchester
- Sofia
- Bratislava

- Rio de Janeiro
- Lione
- Xi'an
- Helsinki
- Kunming
- Zagabria
- Nicosia
- Karachi
- Caracas
- Hefei
- Stoccarda
- Panama
- Chennai
- Filadelfia

### Città Mondiali Gamma
Gamma+
- Tunisi
- Fuzhou
- Città del Guatemala
- Hyderabad
- Città del Capo
- Dacca
- Porto
- Austin
- San Diego
- Minneapolis

- Anversa
- Almaty
- Amman
- Santo Domingo
- Rotterdam
- Adelaide
- Lahore
- Colombo
- Taiyuan
- Al Kuwait

Gamma
- Monterrey
- Osaka
- Haikou
- Tbilisi
- Tampa
- Tirana
- Quito
- Nashville
- Islamabad
- Kampala
- San Salvador
- Mascate
- Phnom Penh

- Birmingham
- Pune
- Ningbo
- Harbin
- San Jose
- Bologna
- San José
- Ahmedabad
- Bristol
- Tegucigalpa
- Riga
- Detroit

Gamma-
- Poznań
- Victoria
- Charlotte
- Pittsburgh
- Valencia
- Edimburgo
- Gedda
- Torino
- Katowice
- Baku
- George Town
- Dar es Salaam
- Wellington

- Managua
- Cleveland
- Nanchang
- Changchun
- Cali
- Saint Louis
- Lubiana
- Baltimora
- Bilbao
- Marsiglia
- Surabaya
- Accra

## Galleria d'immagini

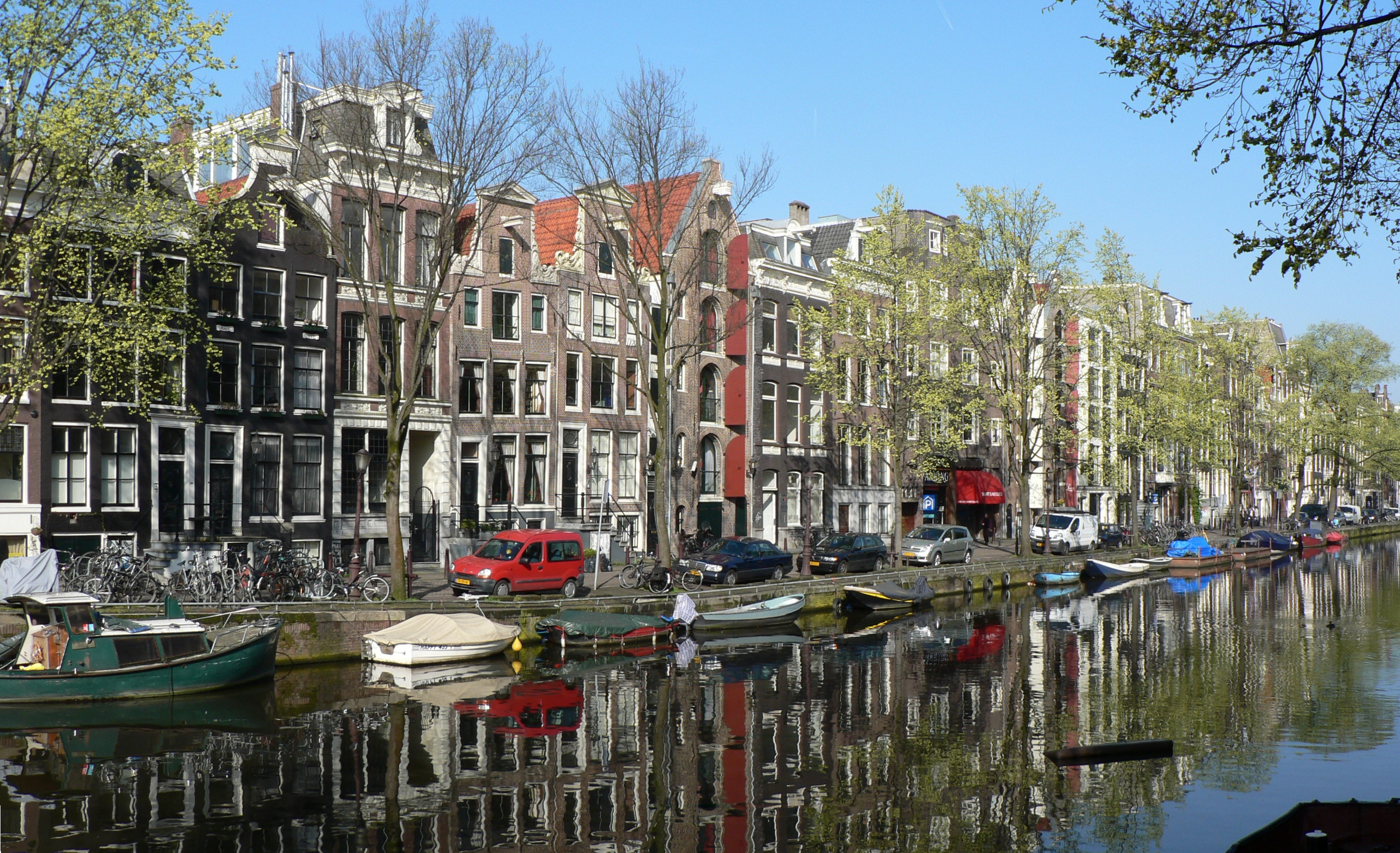
Amsterdam
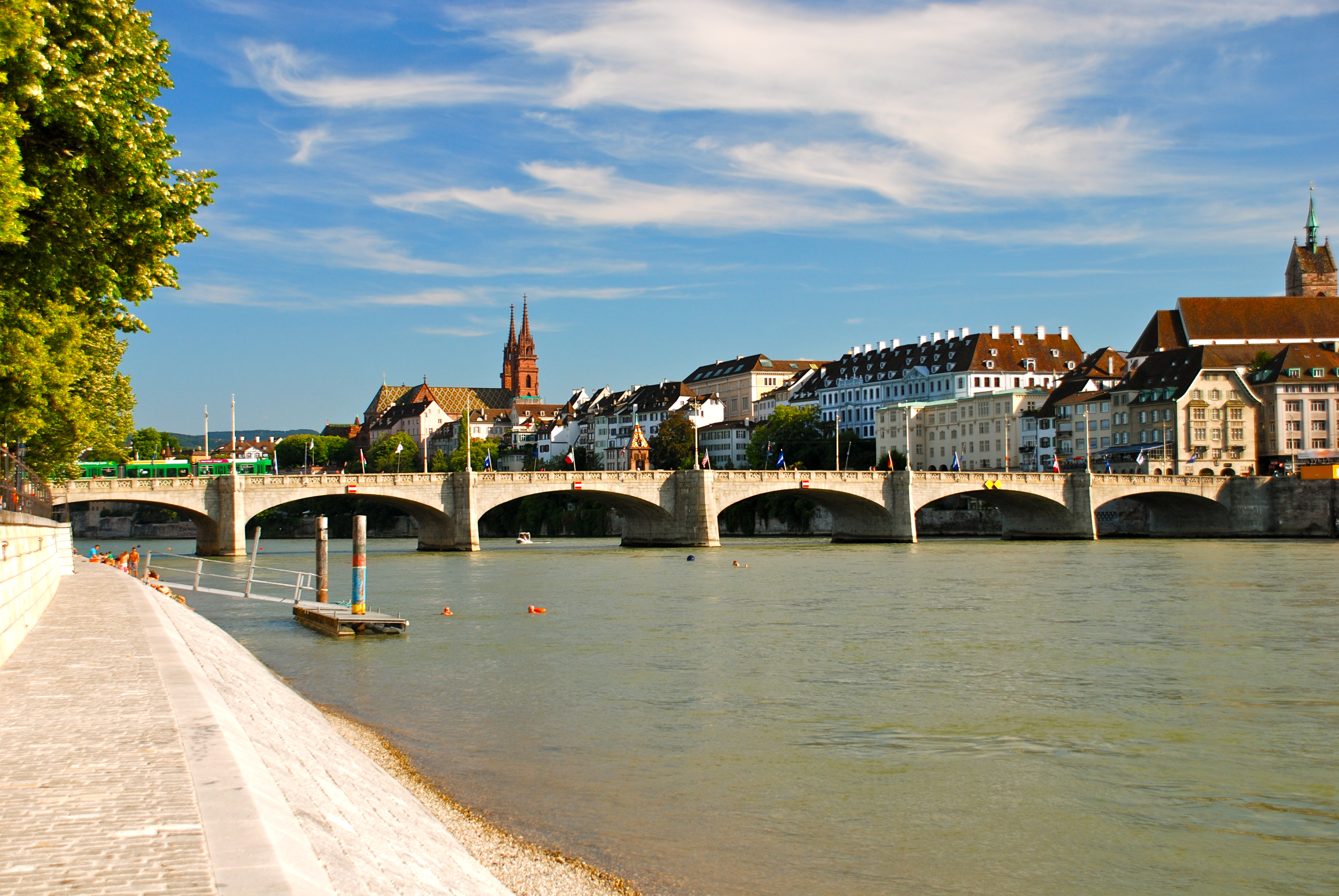
Basilea
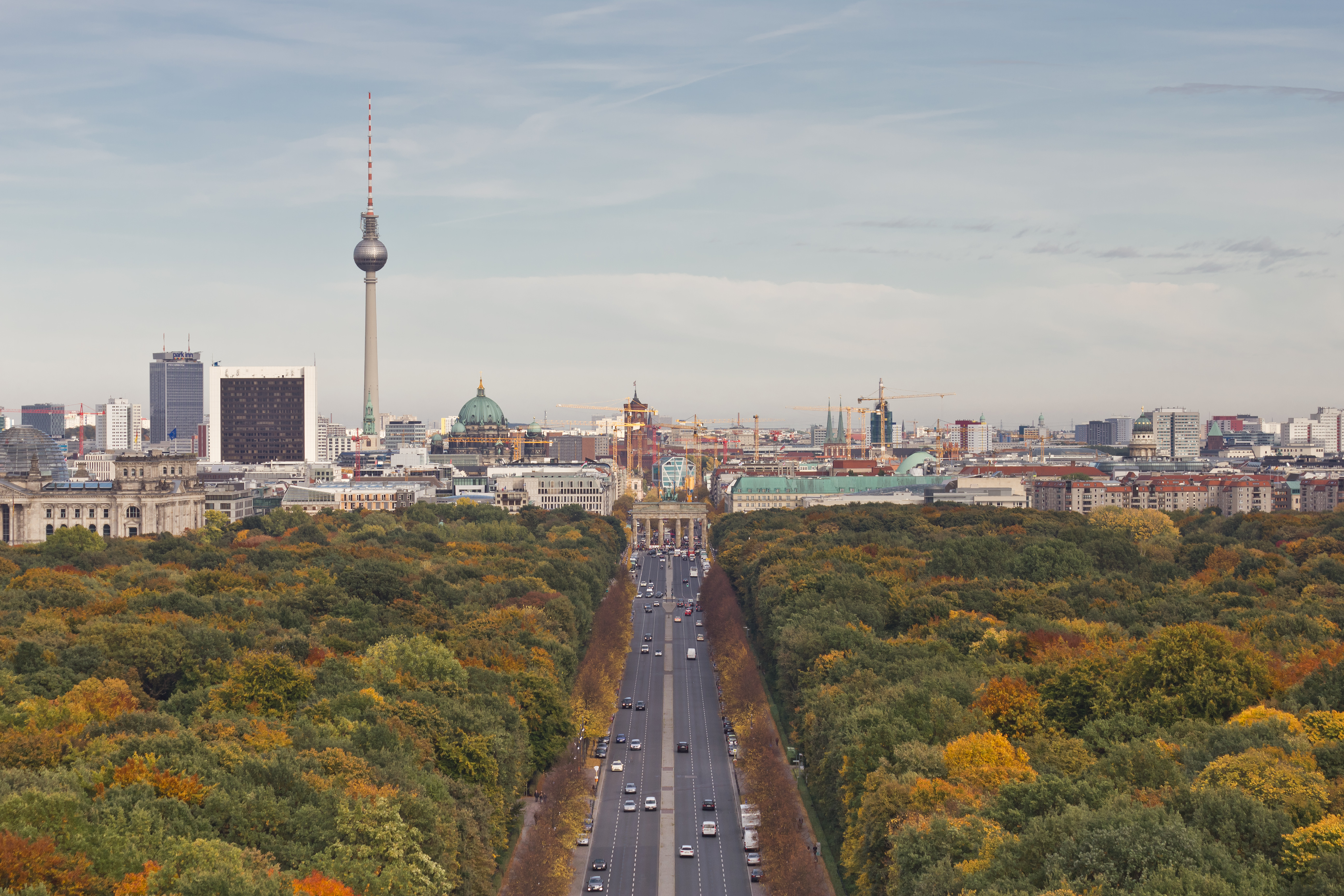
Berlino
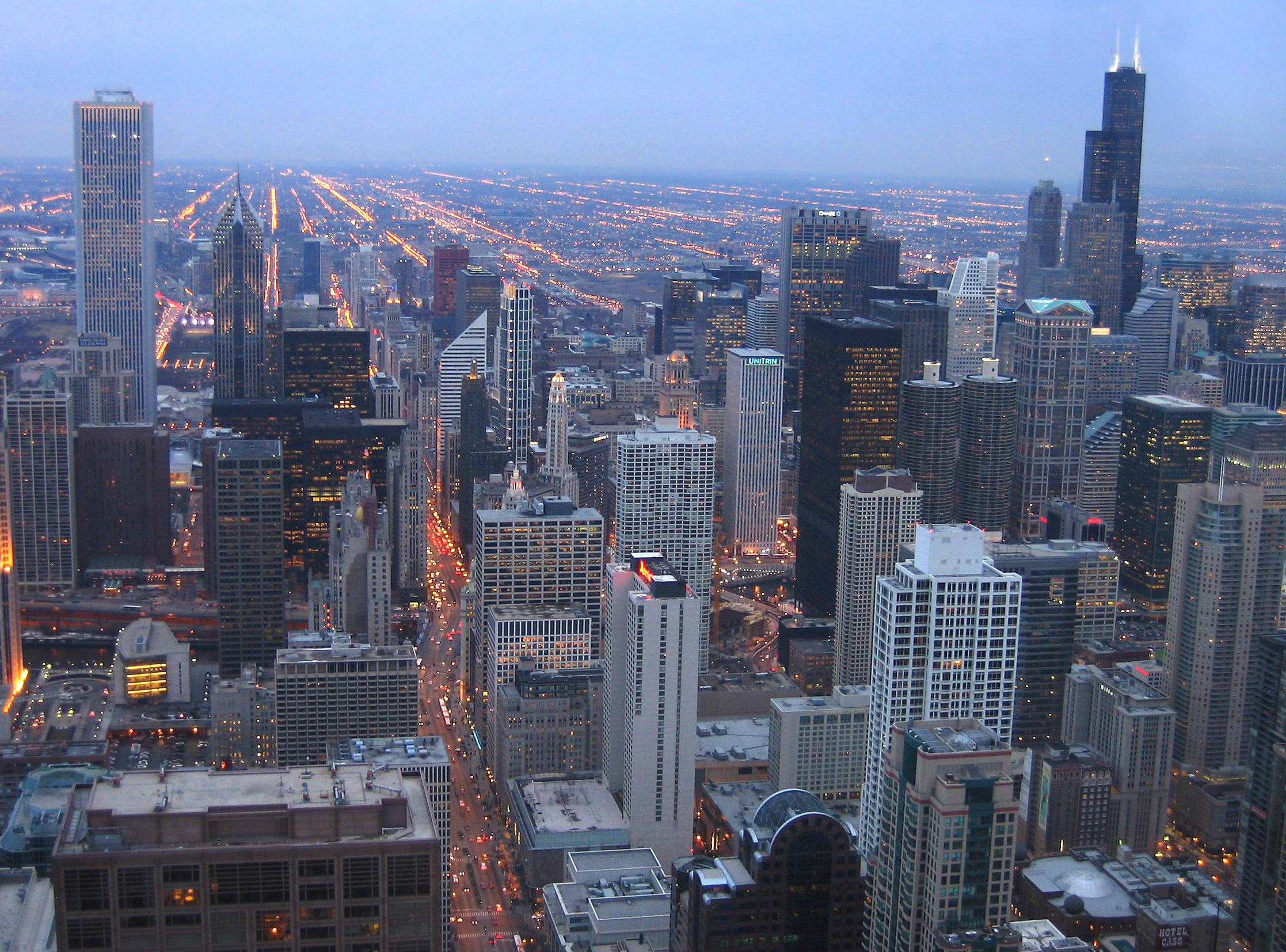
Chicago
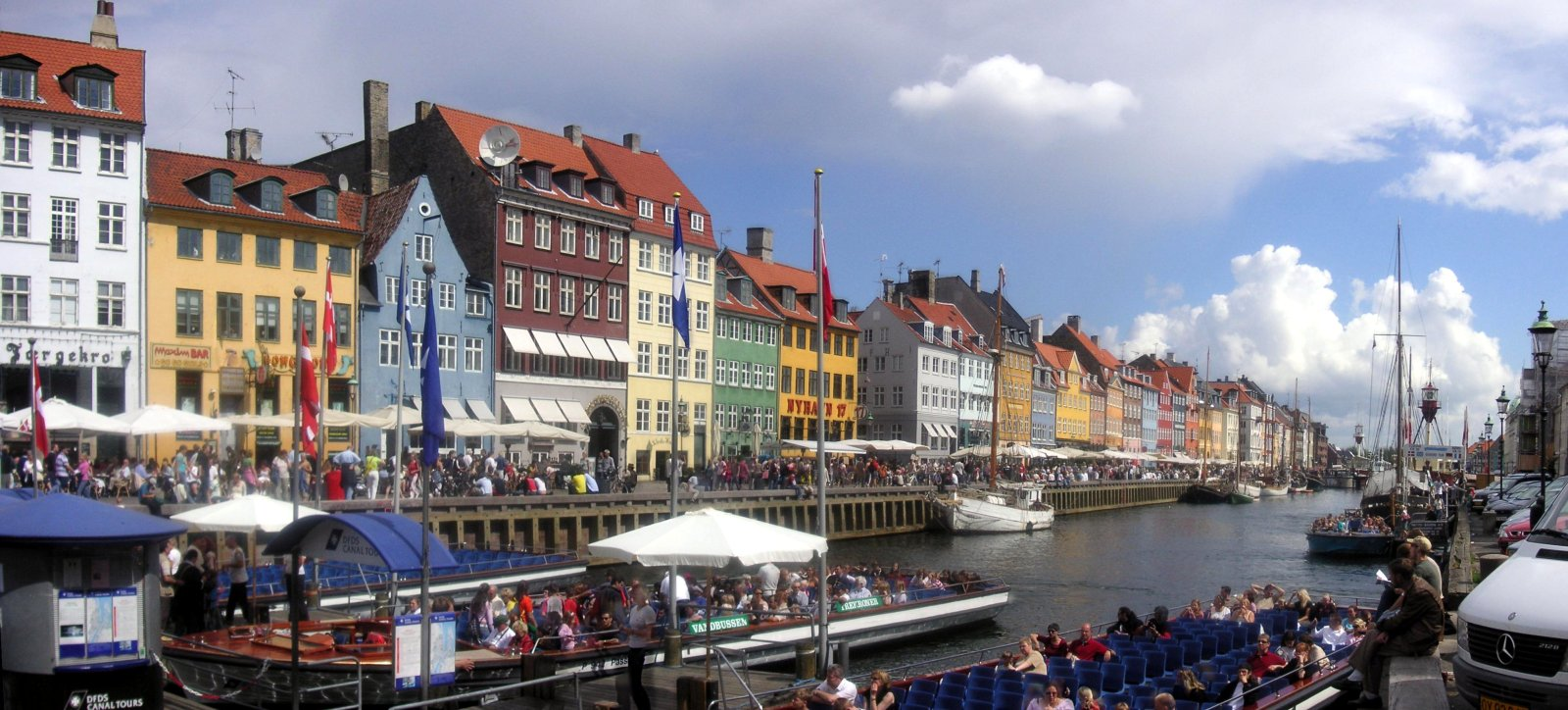
Copenaghen
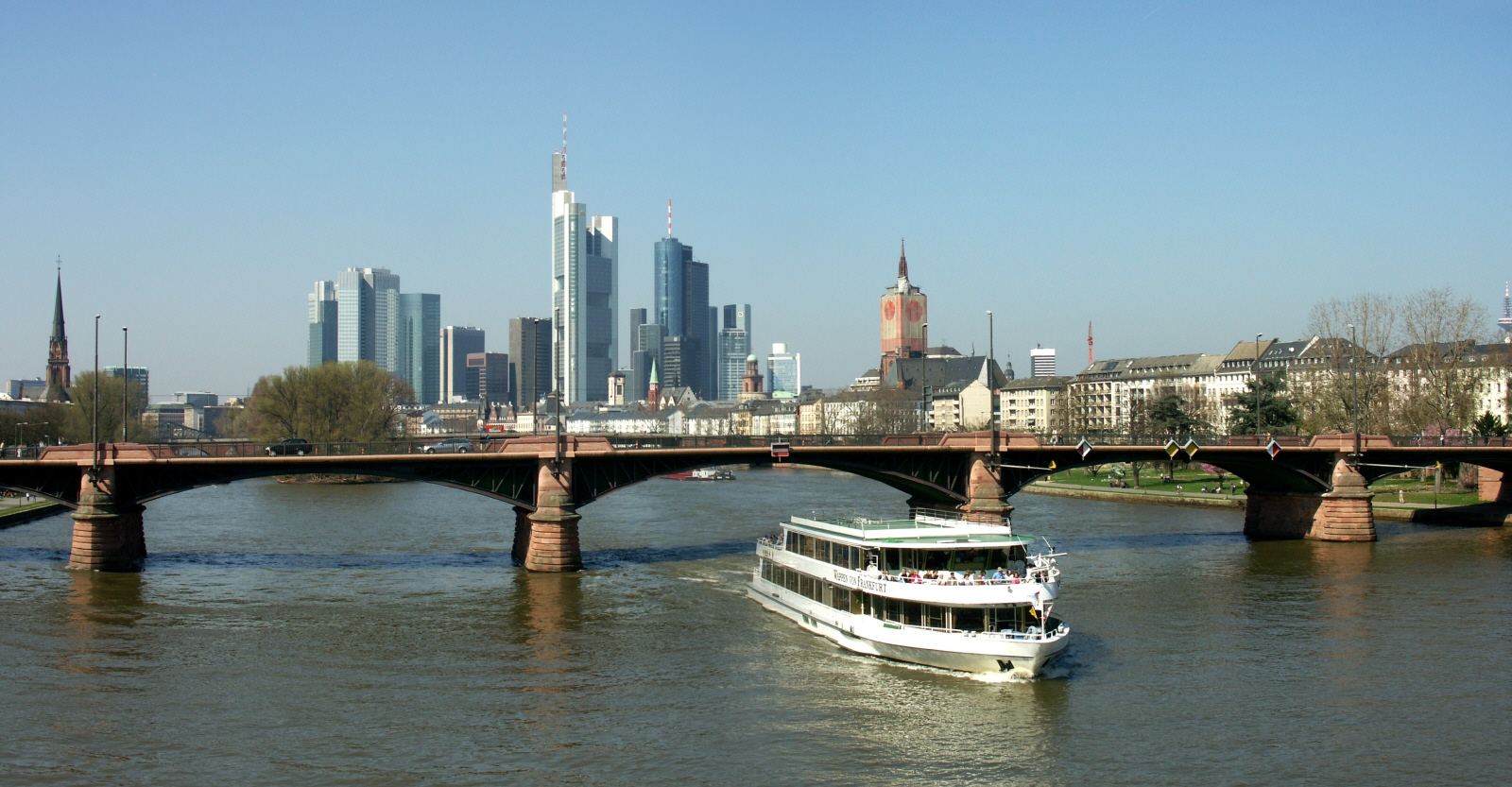
Francoforte sul Meno
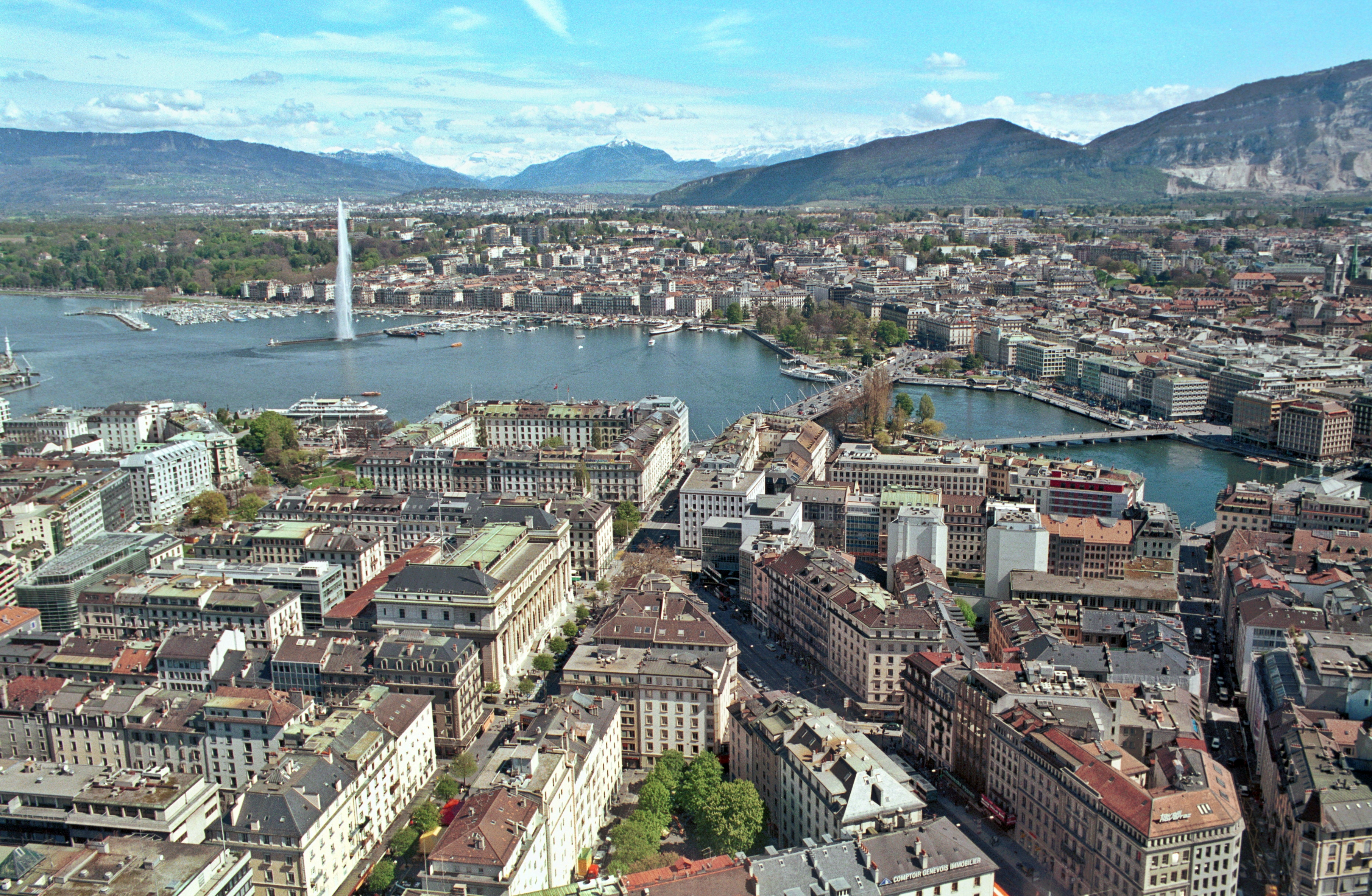
Ginevra
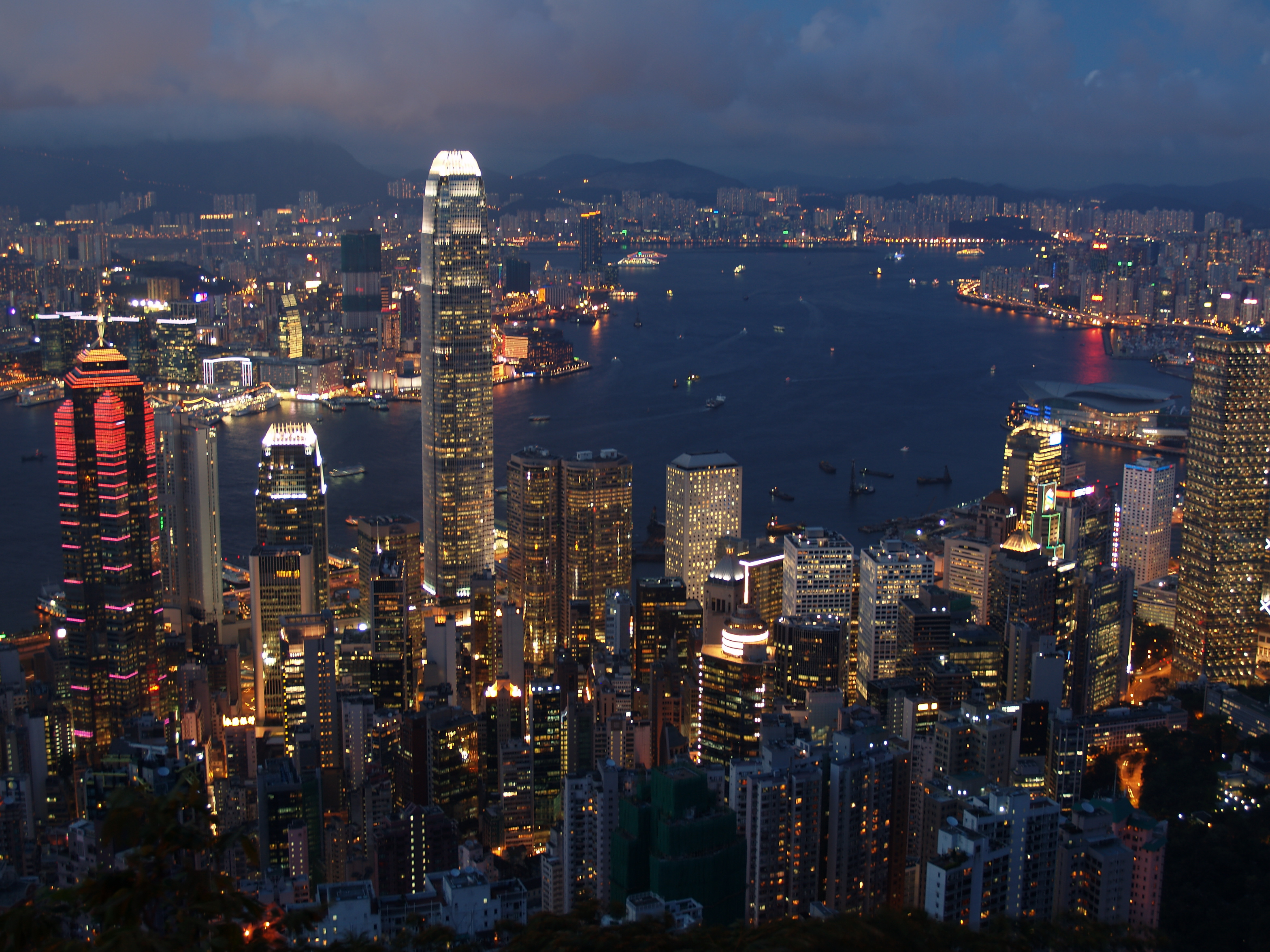
Hong Kong
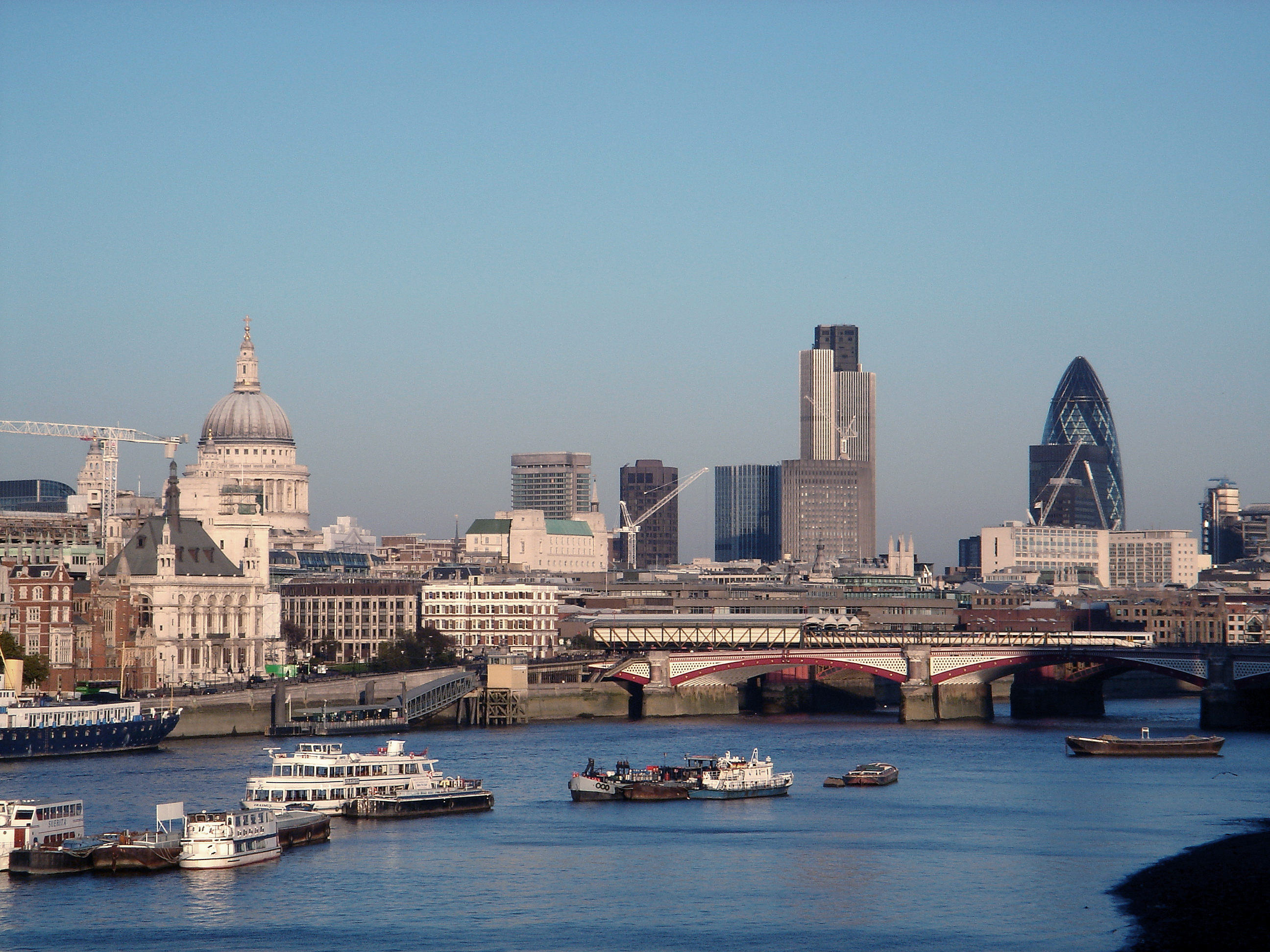
Londra
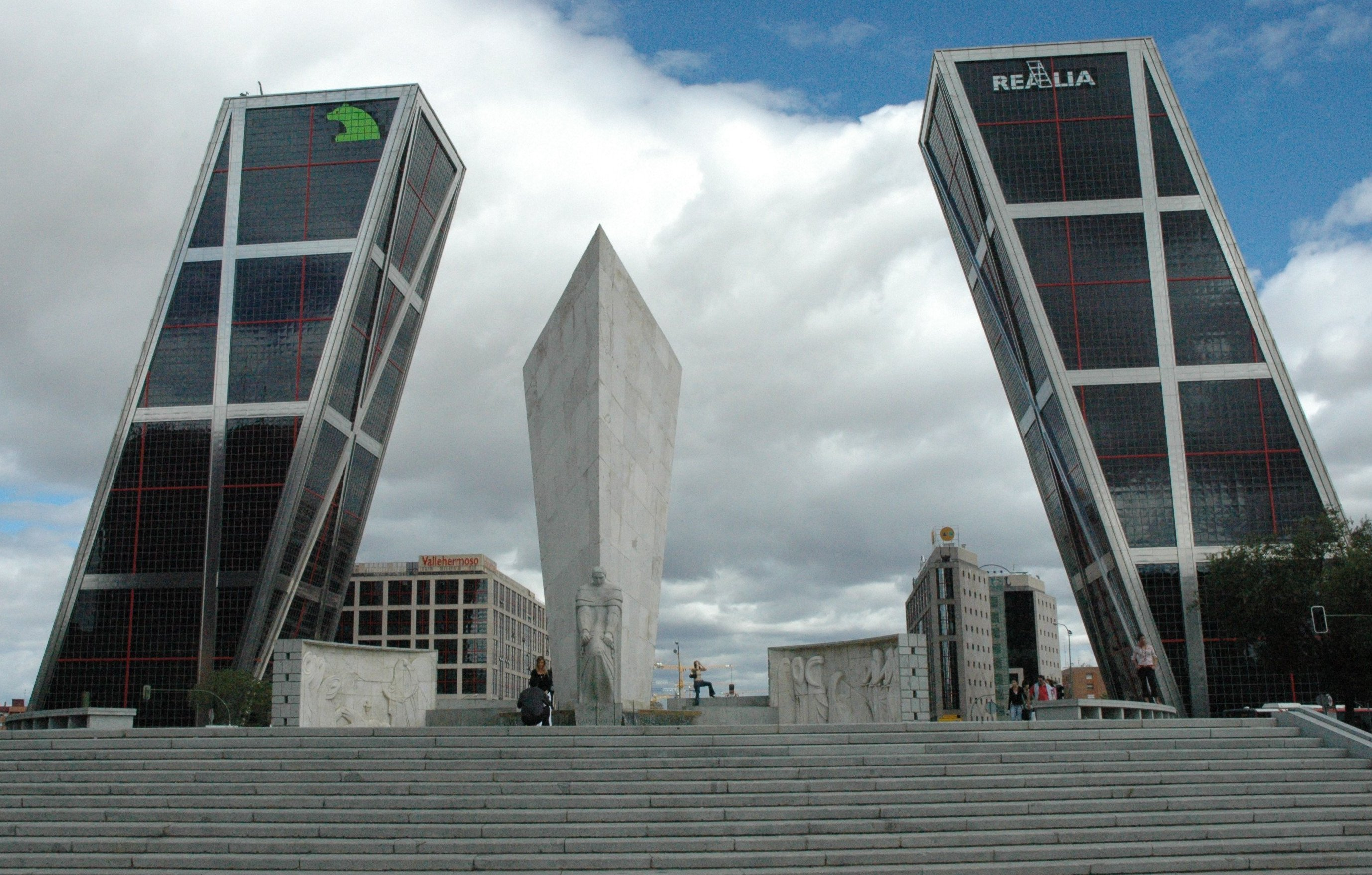
Madrid
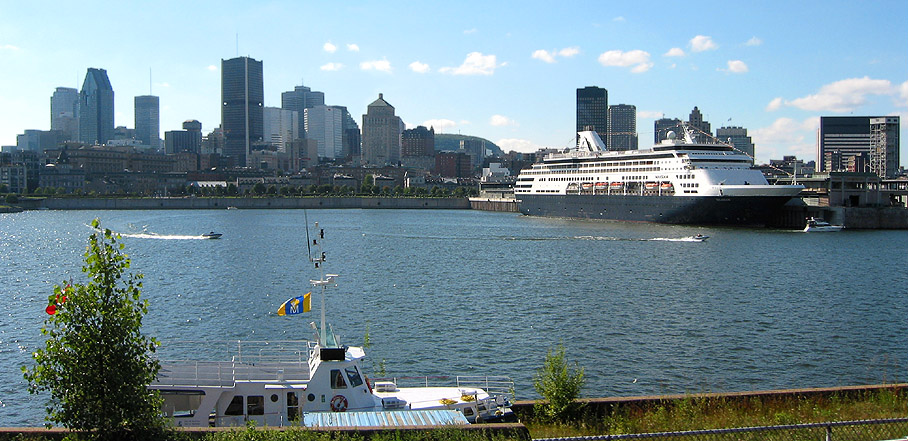
Montréal
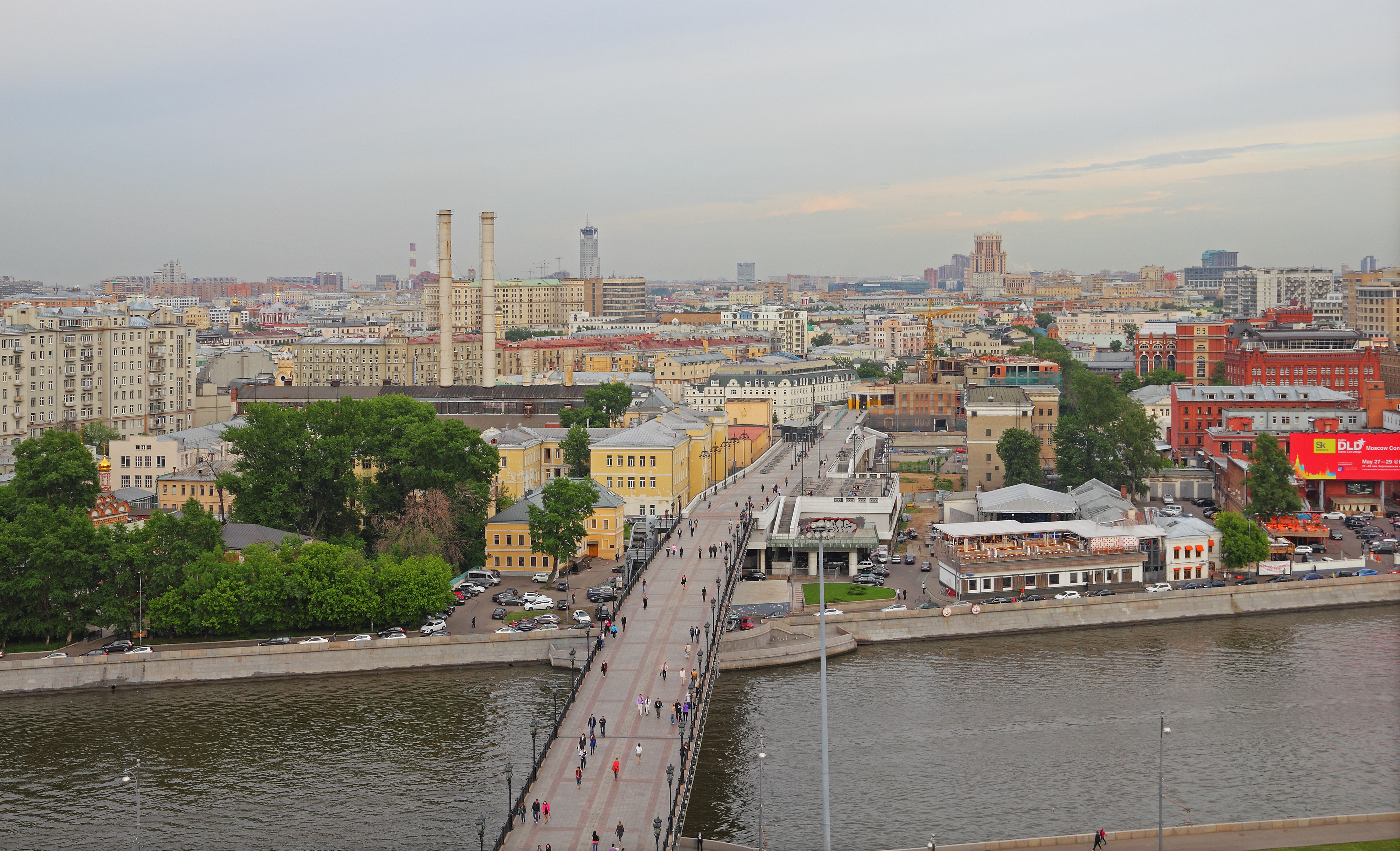
Mosca
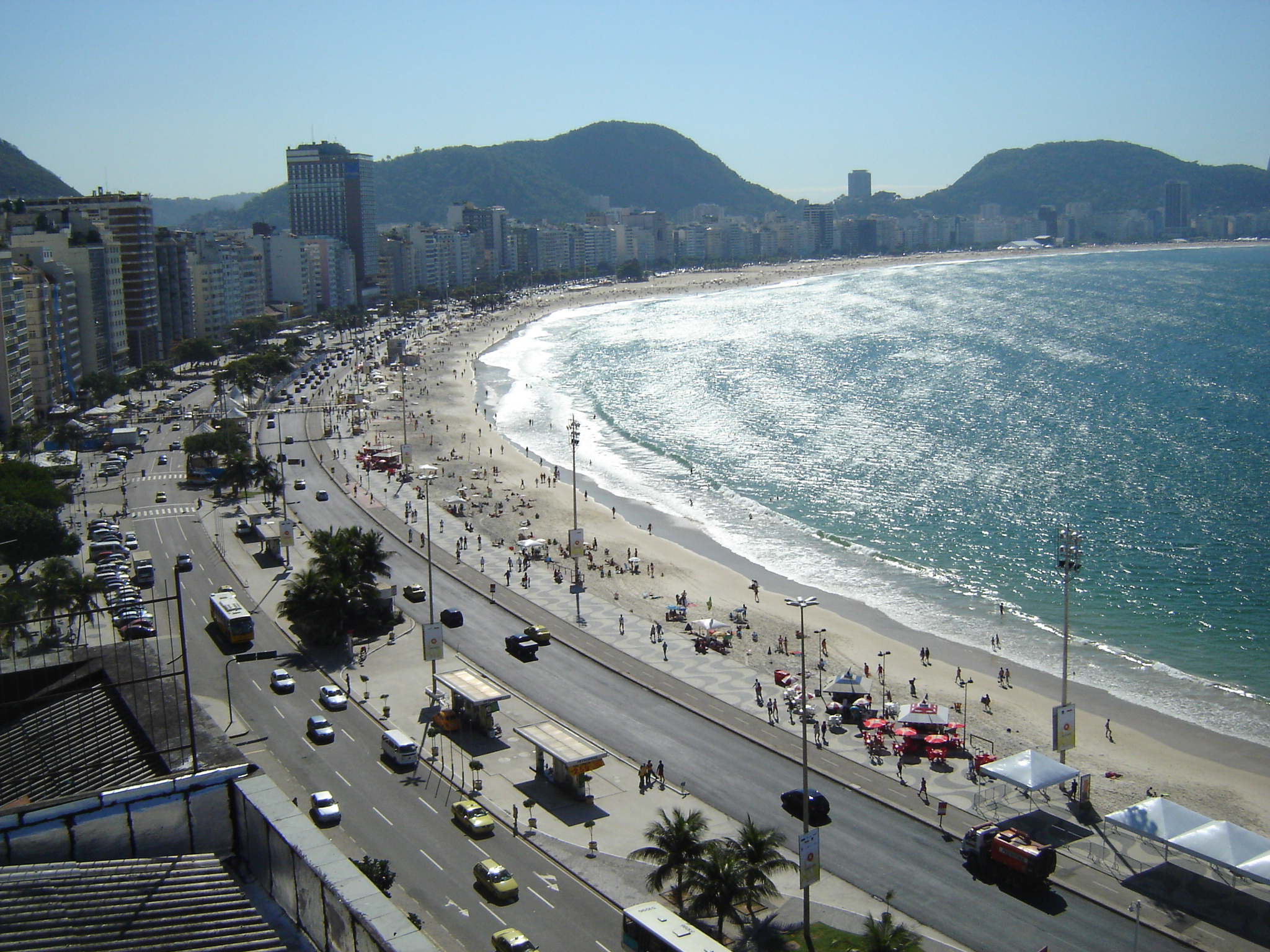
Rio de Janeiro
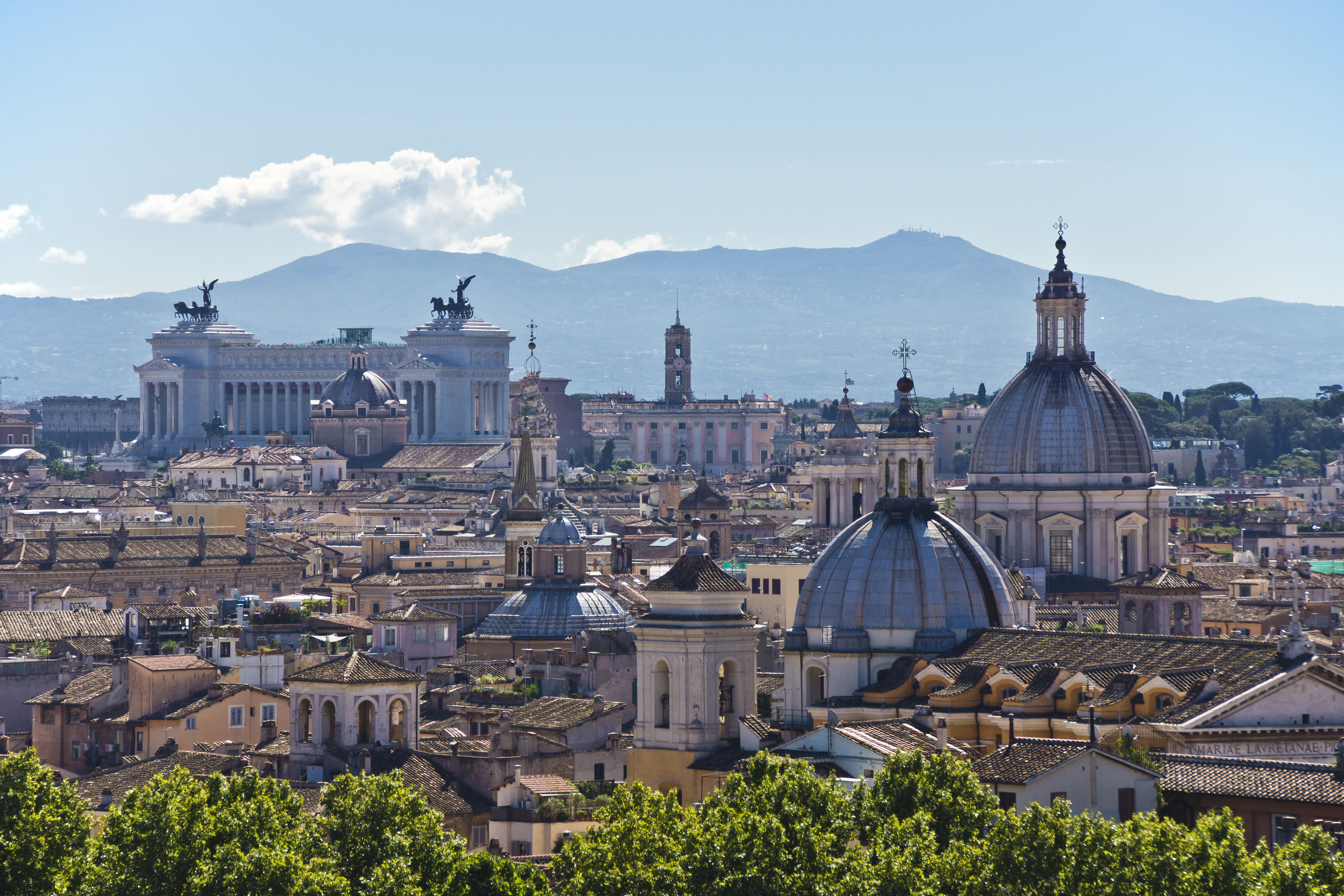
Roma
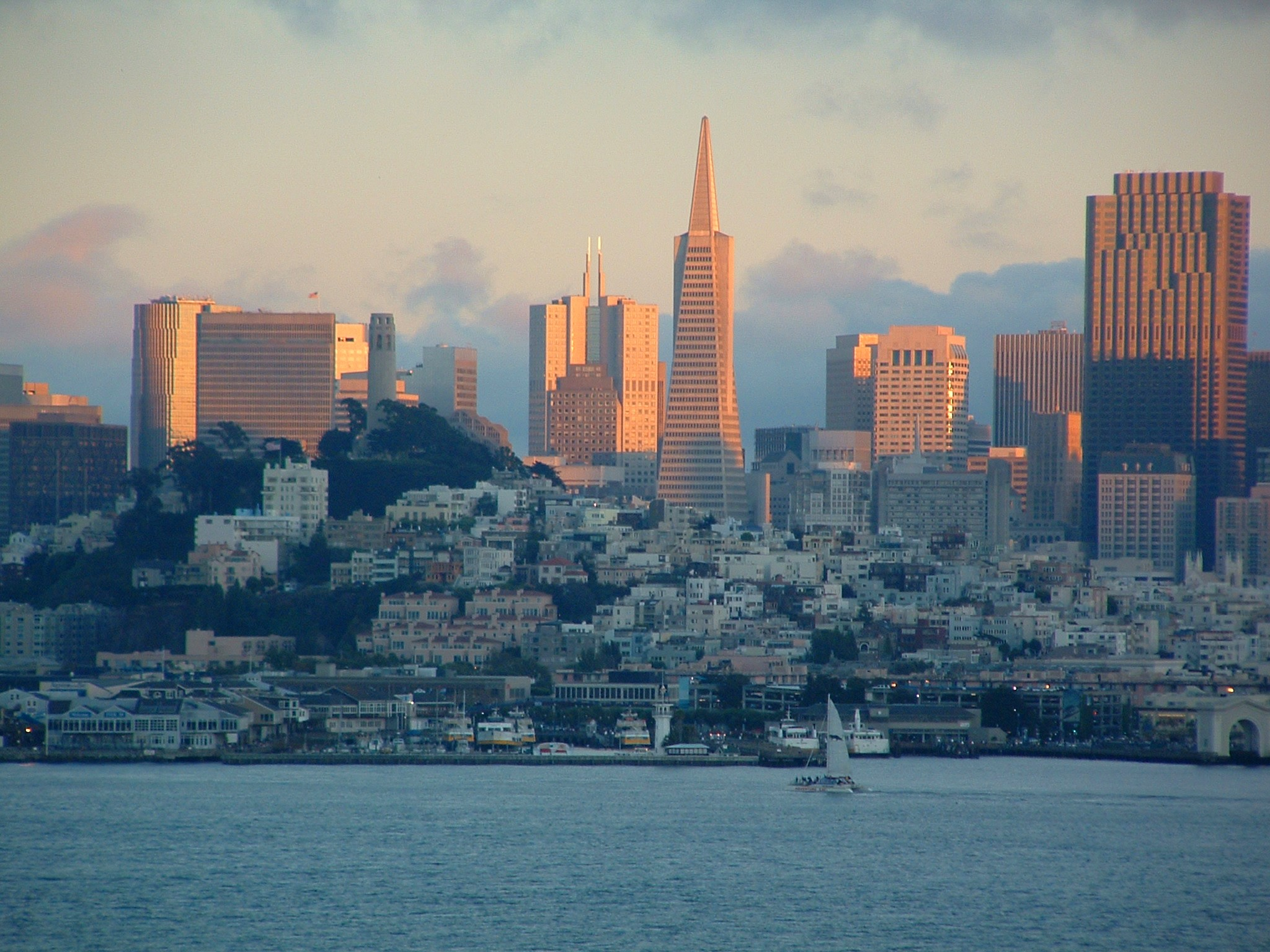
San Francisco
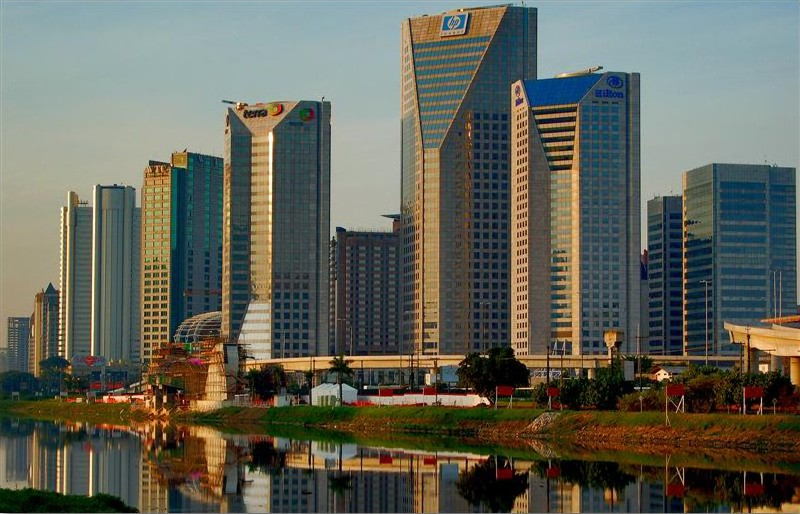
San Paolo
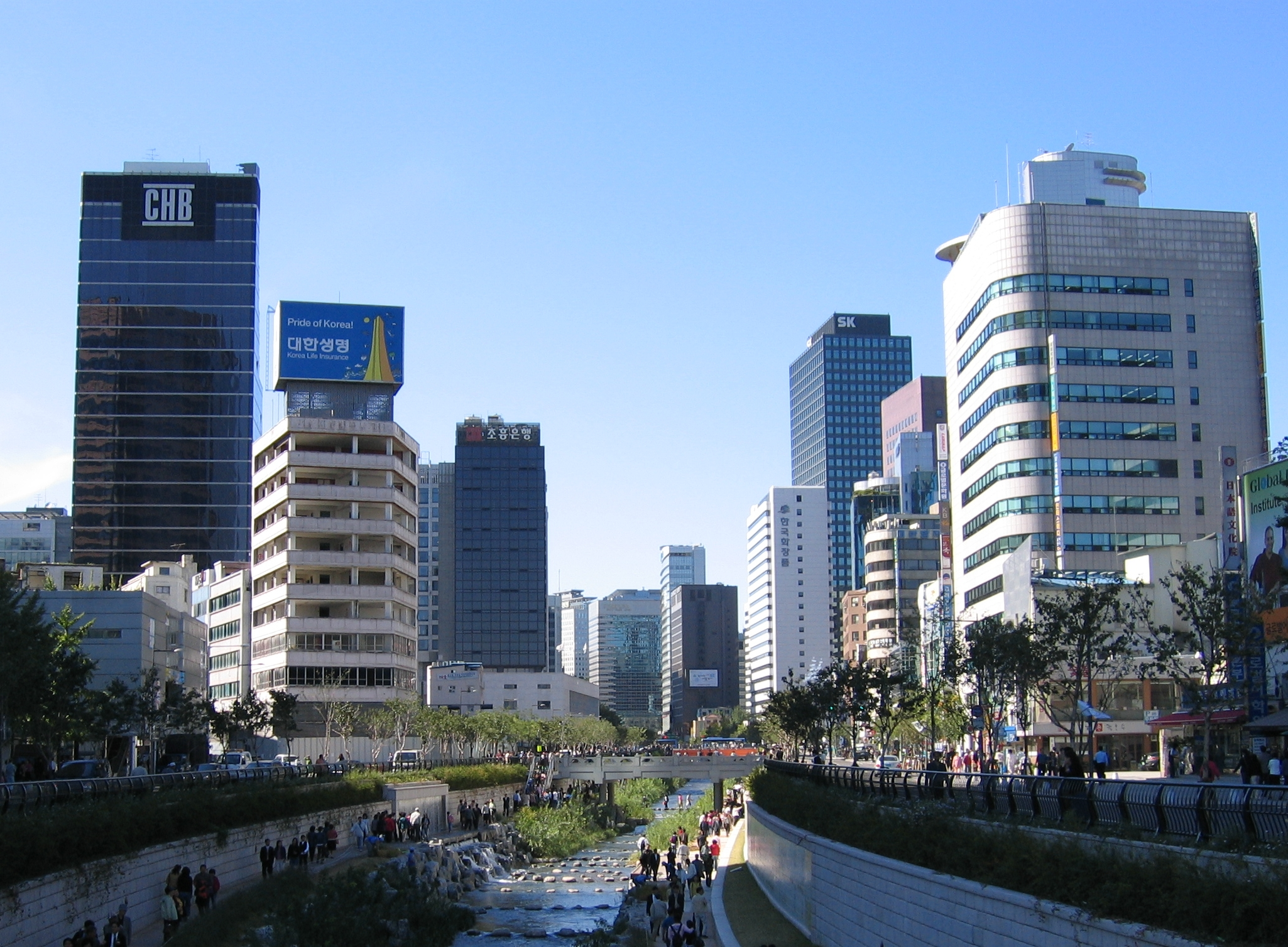
Seul
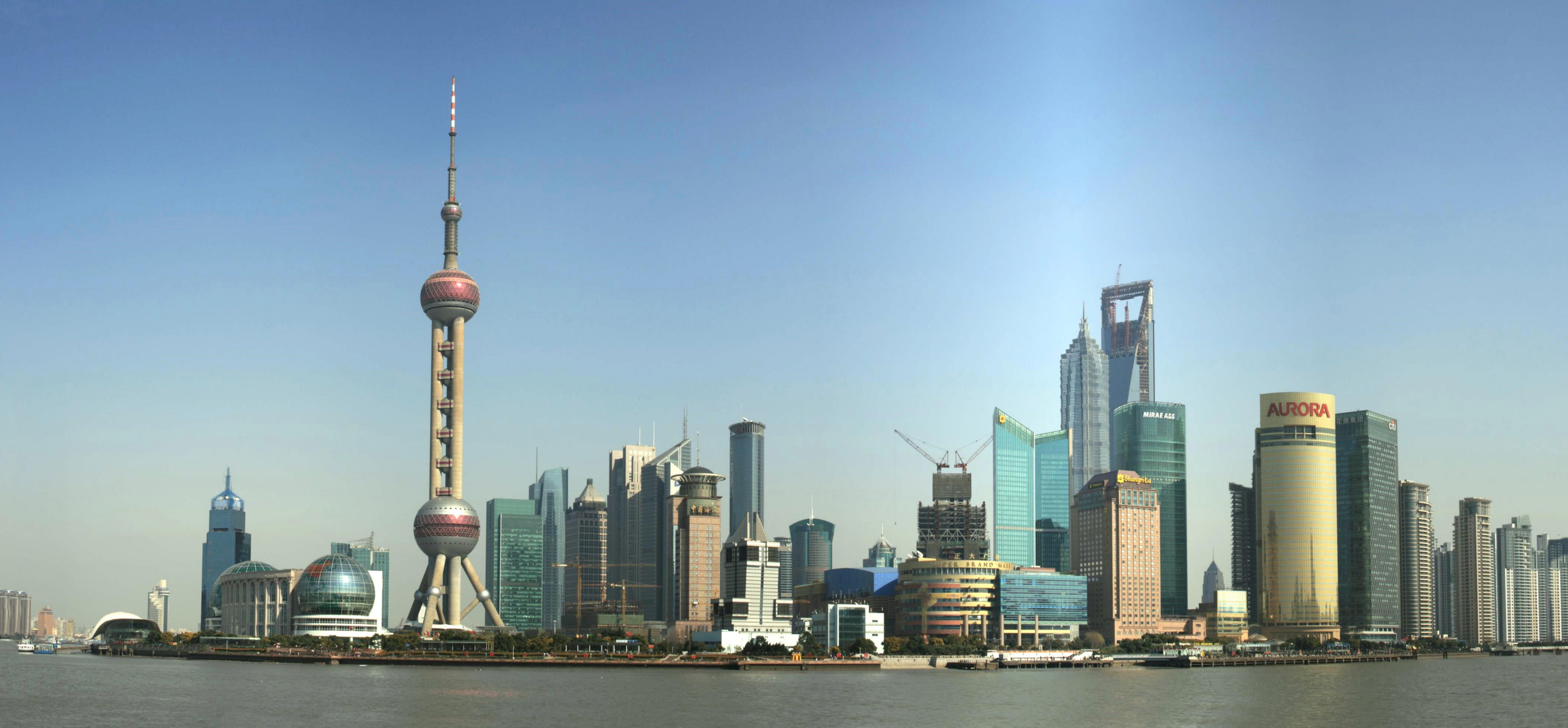
Shanghai
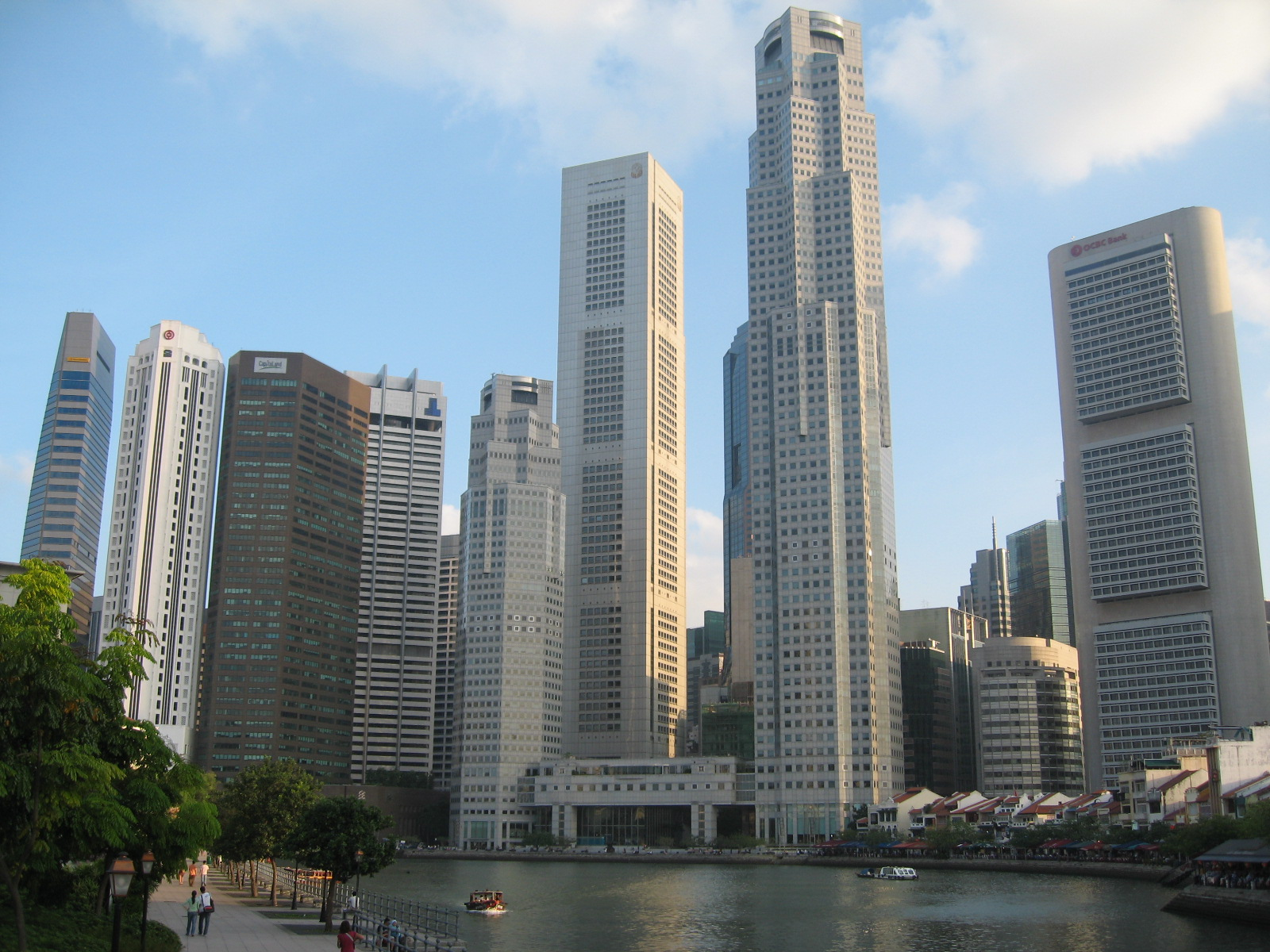
Singapore
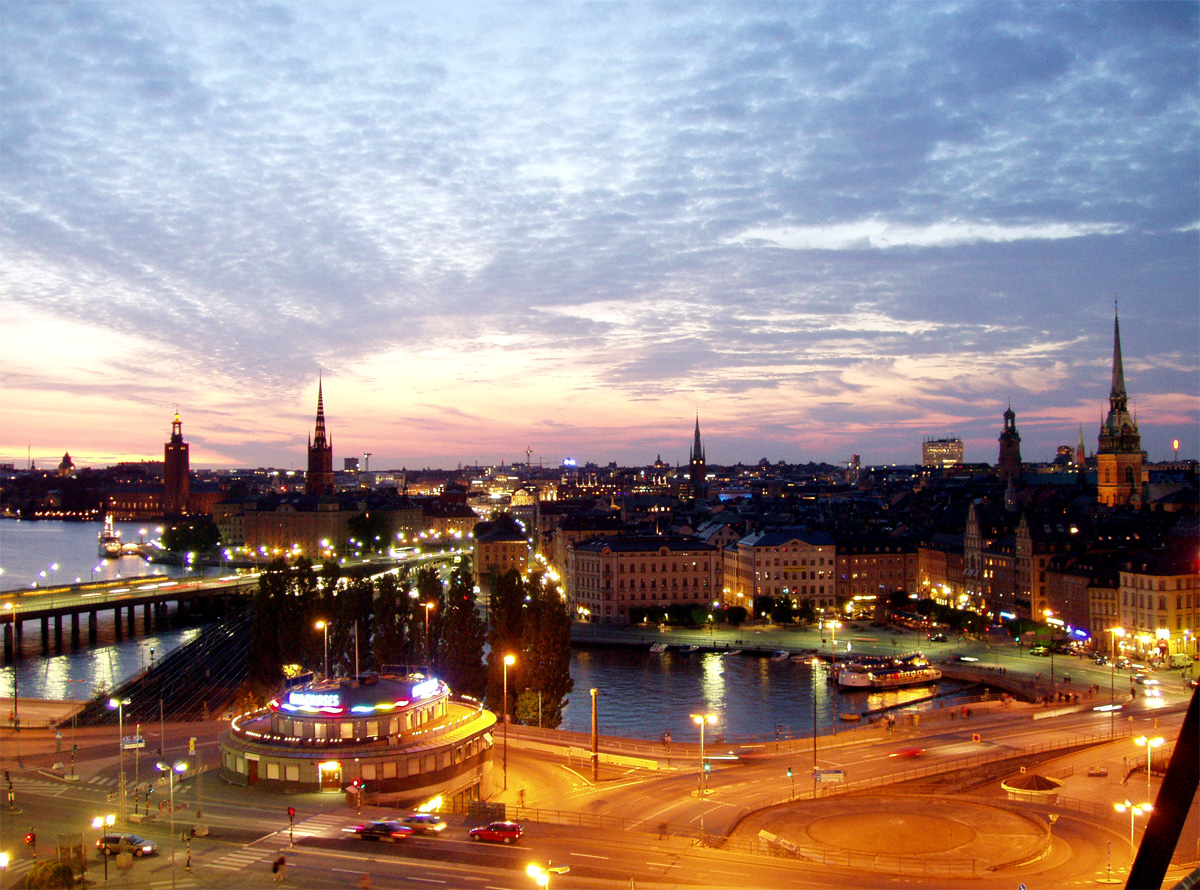
Stoccolma
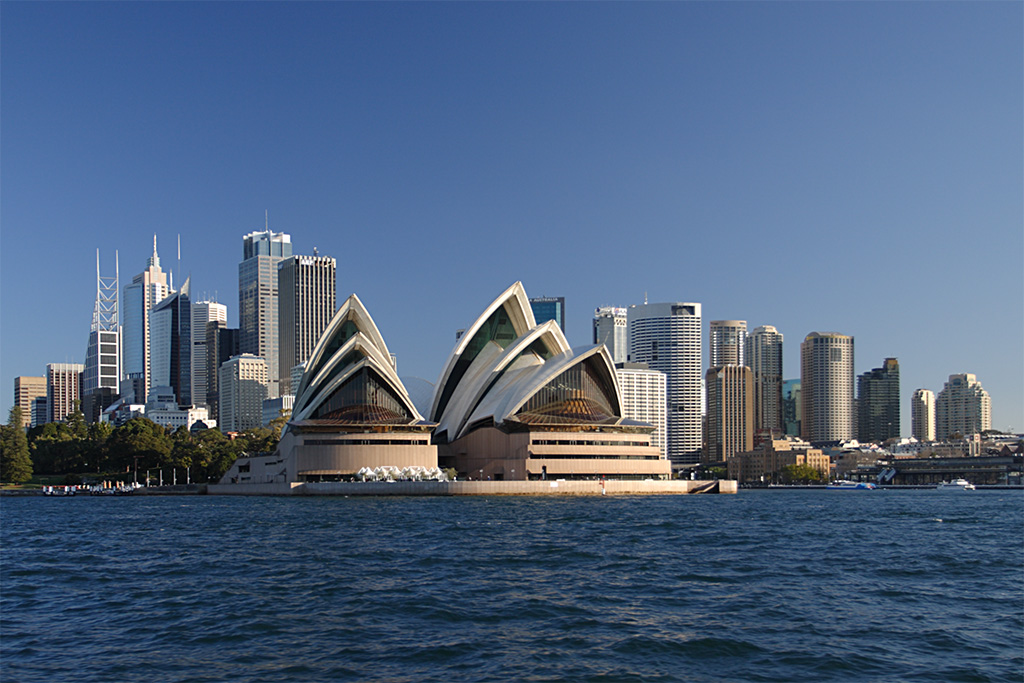
Sydney
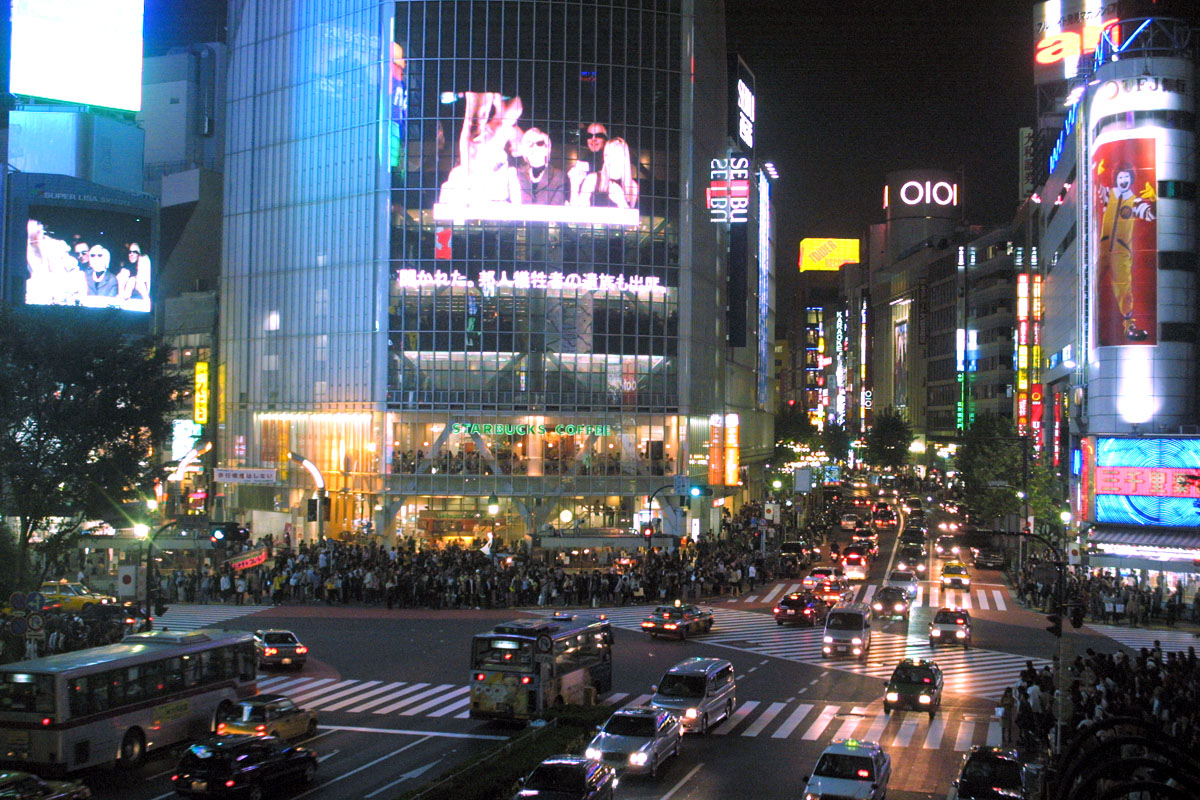
Tokyo
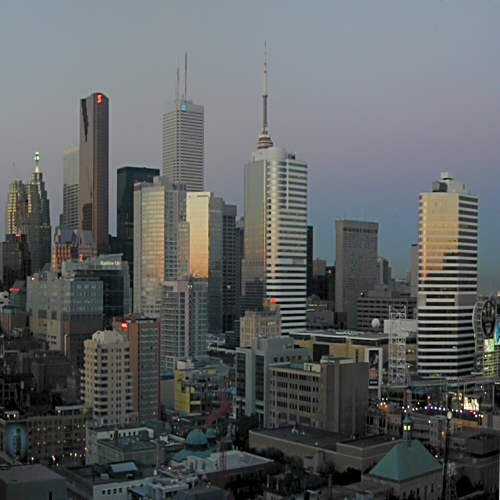
Toronto
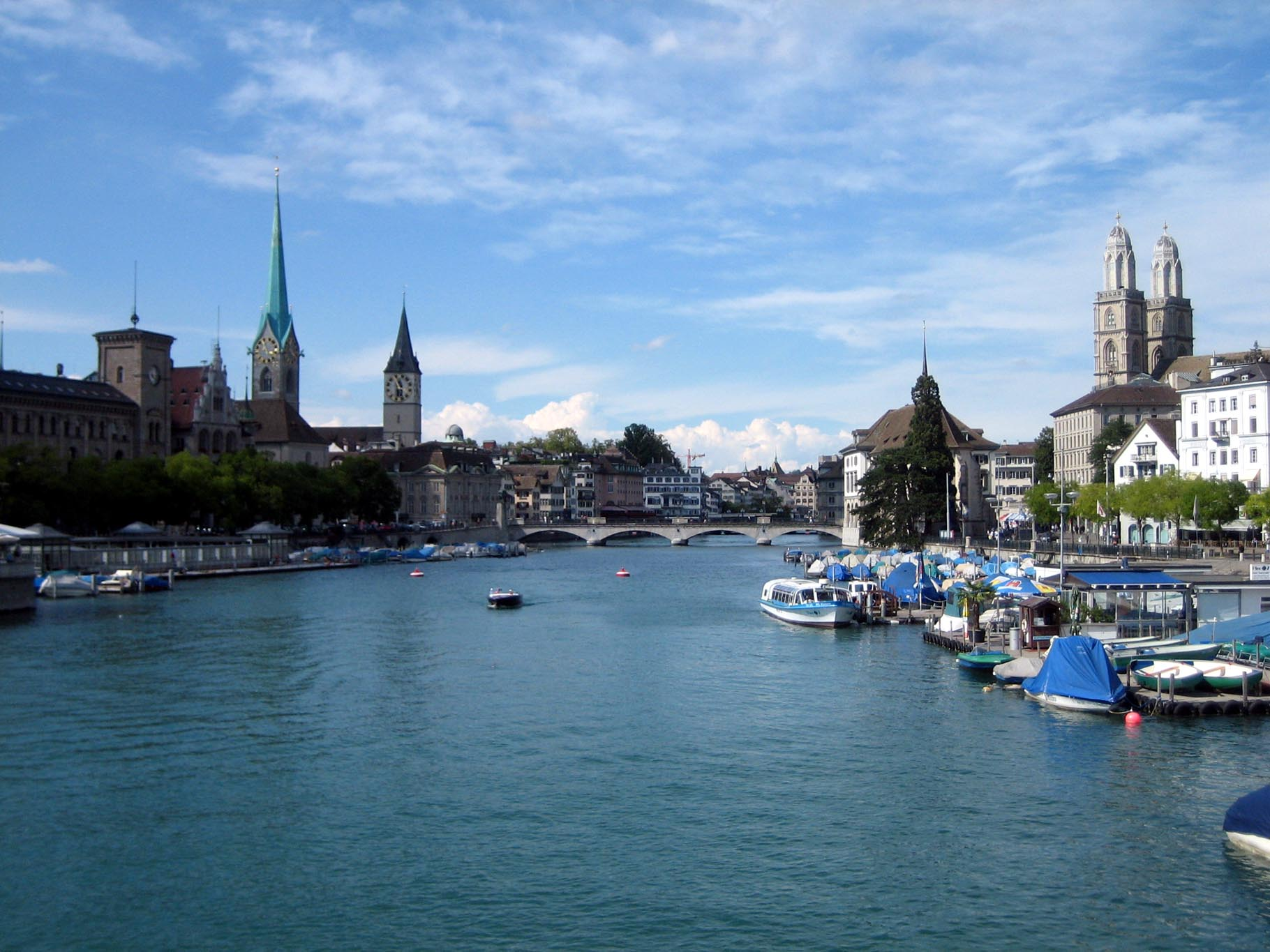
Zurigo